# Stens församling
Ej att förväxla med Östra Stenby församling som bar detta namn före 1730-talet.
Stens församling var en församling i Linköpings stift inom Svenska kyrkan. Församlingen uppgick 1813 i Västra Stenby församling och är sedan 2006 en del av Aska församling.
Församlingskyrkan Stens kyrka revs 1811 och ersattes av Västra Stenby kyrka.

## Administrativ historik
Församlingen har medeltida ursprung.
Församlingen utgjorde åtminstone tidigt ett eget pastorat, därefter var den moderförsamling i pastoratet Sten och Kälvesten. 1813 uppgick församlingen i Västra Stenby församling.

## Kyrkoherdar
| Ämbetstid | Namn                         | Levnadstid | Övrigt                                                    |
| --------- | ---------------------------- | ---------- | --------------------------------------------------------- |
| 1370      | Jöns                         |            |                                                           |
| 1519-1528 | Gervallius Olavi             | -1528      |                                                           |
| 1529-1538 | Magnus                       |            | Curatus.                                                  |
|           | Bartholdus Jonae             |            |                                                           |
| 1562      | Ericus Beronis               |            |                                                           |
| 1567      | Laurentius Johannis          |            |                                                           |
| 1579-1608 | Mattias Olavi                | -1608      |                                                           |
| 1610-1644 | Nicolaus Henrici             | -1644      |                                                           |
| 1645-1647 | Birgerus Skiärping           | 1607-1647  |                                                           |
| 1648-1661 | Petrus Canuti                | -1661      |                                                           |
| 1662-1668 | Samuel Asp                   | -1668      |                                                           |
| 1670–1676 | Jonas Lithelius              | 1609–1676  |                                                           |
| 1677-1701 | Olavus Metropolinus          | 1632-1701  |                                                           |
| 1703-1708 | Johannes Lysenius            | 1654-1708  |                                                           |
| 1710-1725 | Haraldus Sandelius           | 1668-1725  |                                                           |
| 1727-1737 | Jonas Finelius               | 1687-1737  |                                                           |
| 1737-1740 | Jacob Cassel                 | 1697-1740  |                                                           |
| 1741-1756 | Johannes Schiliin            | 1692-1756  |                                                           |
| 1757-1783 | Elias Wibjörnson             | 1705-1783  | Prost.                                                    |
| 1783-1800 | Johan Abrahamsson Strandberg | 1737-1800  | Prost och kontraktsprost.                                 |
| 1801-1813 | Nils Ekengren                | 1737-1818  | Fortsatte att vara kyrkoherde i Västra Stenby församling. |

## Klockare
| Ämbetstid | Namn            | Levnadstid | Övrigt   |
| --------- | --------------- | ---------- | -------- |
| 1714–1739 | Sven Månsson    | 1673–1739  | Klockare |
| 1760      | Jonas Svensson  |            | Klockare |
| 1771–1785 | Anders Jonsson  | 1732–1787  | Klockare |
| 1785–1807 | Anders Dahlberg | 1765–1807  | Klockare |